# Березун, Иван Олегович
Иван Олегович Березун (бел. Іван Алегавіч Беразун; род. 19 августа 1997, Витебск) — белорусский футболист, полузащитник клуба «Орша».

## Карьера
Воспитанник витебской ДЮСШ «Комсомолец» и поставской академии ПМЦ, с 2015 года начал выступать за дубль «Витебска». В 2016 году привлекался к основной команде, но так и не сыграл за неё. 5 моя 2018 года дебютировал в Высшей лиге, выйдя на замену в конце матча с «Минском» (1:0). В августе 2018 года был отдан в аренду в «Оршу».
В декабре 2018 года стало известно, что полузащитник покидает «Витебск». В сезоне 2019 стал игроком «Орши» на постоянной основе. Сначала выходил на замену, однако вскоре закрепился в стартовом составе команды.
В начале 2020 года тренировался с «Витебском», однако в феврале подписал новое соглашение с «Оршей». В 2021 году вернулся в «Витебск», где весь сезон выступал а дублирующий состав клуба. В 2022 году вернулся уже в «Оршу».

### Статистика
| Сезон    | Дивизион | Клуб    | Страна        | Матчи | Голы |
| -------- | -------- | ------- | ------------- | ----- | ---- |
| 2015     | дубль    | Витебск | Флаг Беларуси | 25    | 1    |
| 2016     | дубль    | Витебск | Флаг Беларуси | 24    | 1    |
| 2017     | дубль    | Витебск | Флаг Беларуси | 23    | 3    |
| 2018 (1) | Д1       | Витебск | Флаг Беларуси | 1     | 0    |
| 2018 (2) | Д2       | Орша    | Флаг Беларуси | 11    | 0    |
| 2019     | Д2       | Орша    | Флаг Беларуси | 25    | 1    |
| 2020     | Д2       | Орша    | Флаг Беларуси | 18    | 0    |